# Francisco Rodríguez Martínez
Francisco Rodríguez Martínez (1897-1972) fue un militar español.

## Biografía
Nacido en Madrid en 1897, fue militar de carrera, perteneciente al cuerpo de Estado Mayor.
Durante la Guerra civil se unió a las fuerzas sublevadas, estando destinado en el cuartel general del «Generalísimo». Tras el final de la guerra fue nombrado fiscal superior de tasas, encargado de la persecución del mercado negro.
En 1942 fue nombrado director general de Seguridad, en sustitución del coronel Gerardo Caballero. Para esa fecha ostentaba el rango de teniente coronel. Durante estos años también fue procurador en las Cortes franquistas y miembro del Consejo Nacional de FET y de las JONS. Durante su mandato fundó del montepío del Cuerpo General de Policía, del cual sería su presidente de honor. Siguió al frente de la Dirección general de Seguridad hasta 1951, siendo sucedido por el general Rafael Hierro.
Aficionado a la música, llegó a ser presidente de la Orquesta Sinfónica de Madrid.
Falleció en Madrid en septiembre de 1972.